# 1062 Ljuba
1062 Ljuba är en asteroid i huvudbältet som upptäcktes den 11 oktober 1925 av den ryska astronomen Sergej Beljavskij vid Simeizobservatoriet på Krim. Dess preliminära beteckning var 1925 TD. Den namngavs sedan efter den sovjetiska fallskärmshopparen Ljubov Berlin (1915–1936), Ljuba är diminutiv för Ljubov.
Ljubas senaste periheliepassage skedde den 4 april 2020. Beräkningar tyder på att asteroiden har en rotationstid på ungefär 33,8 timmar.